# Lorenzo De Luca (cavaliere)
Lorenzo De Luca (Lecce, 23 aprile 1987) è un cavaliere italiano.

## Biografia
Questa forte passione porterà De Luca a trasferirsi a Modena per lavorare in una scuderia, sfruttando ogni momento libero per cavalcare e fare esperienza osservando chi era più bravo.

## Carriera
Dal gennaio 2013 vive e lavora in Belgio, come cavaliere per Stephex Stables e nel Settembre 2015 è stato arruolato come Primo Aviere per l'Aeronautica Militare Italiana.
Ha vinto il Gran Premio Roma al Concorso ippico internazionale "Piazza di Siena" del 2018, regalando all'Italia una attesissima vittoria dopo ben 24 anni.
De Luca ha ottenuto nel 2017 il secondo posto nel Ranking List della FEI, la più alta posizione raggiunta da un cavaliere italiano.

## Risultati sportivi

### 2015
- 1º posto in Graduatoria nazionale

### 2016
- 1º posto Gran Premio Dublino
- 1º posto in Graduatoria nazionale

### 2017
- 1º posto Gran Premio Shanghai, Valkenswaard
- 1º posto in Graduatoria nazionale
- 2º posto in Graduatoria mondiale

### 2018
- 1º posto Gran Premio Roma
- 7º posto Campionati del mondo (salto ostacoli)[3]
- 1º posto in Graduatoria nazionale
- 10º posto Graduatoria mondiale